# Никанор (военачальник Птолемея I)
Никанор (др.-греч. Νικάνωρ) — друг и военачальник египетского правителя Птолемея I Сотера, упомянутый при описании событий 320/319 года до н. э.
По предположению Г. Берве, Никанор мог занимать высокий пост при Александре Македонском.
По свидетельству Аппиана, сатрап Сирии Лаомедон отказался передать Птолемею стратегически важные земли даже за большую денежную сумму. Поэтому, согласно Диодору Сицилийскому, правитель Египта направил в Азию армию под предводительством Никанора. Никанор захватил Лаомедона в плен, завоевал всю Сирию, а в финикийских городах разместил гарнизоны. После окончания этого «короткого и впечатляющего похода» он вернулся в Египет.